# 所前镇
所前镇，中国浙江省杭州市萧山区下辖的一个镇，位于萧山区南部。北邻来苏乡，西临临浦镇，南邻进化镇。

## 辖区
所前镇辖有：
天乐社区、传芳村、杜家村、越山村、祥里王村、山里王村、袄庄陈村、孔湖村、缪家村、越王村、李家村、三泉王村、来苏周村、金山村、东复村、金临湖村、城南村、联谊村、山联村和信谊村。

## 交通
- 沪昆铁路：萧山站